# 手 (武術)
手，又稱琉球手或沖繩手，是古代琉球國（今琉球群島）的一種武術，也是現代空手道的前身。
「手」在16世紀時期就見於琉球史料的記載。虞建極（京阿波根實基）便是當時著名的武術家。而關於手的起源眾說紛紜，安里安恒認為來源於琉球古代的「舞方」。「舞方」是一種琉球百姓跟隨著音樂節拍進行的武術舞蹈，二戰以前在整個沖繩本島都很流行。後來佐久川寬賀從中國引入了中國拳法，並將中國拳法融入「手」之中，形成「唐手」。此外，也有柔術起源說、沖繩捔力起源說等等。
「沖繩手」在20世紀初的時候，改稱「唐手」（からて）。
「手」的流派有首里手、那霸手、泊手等。